# Bisae Súnan
Der Bisae Súnan (Bijael Sunaen, Bidjael Sunan, Nuaf Bijae Sunan) ist der höchste Berg in der osttimoresischen Sonderverwaltungsregion Oe-Cusse Ambeno. Er ist 1560 m hoch und liegt im Suco Abani, an der Grenze zu Indonesien.

## Grenzkonflikt

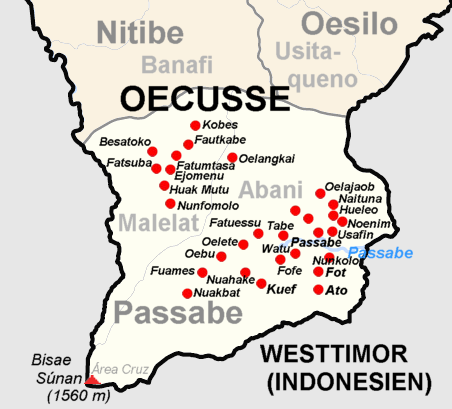
Das Verwaltungsamt Passabe mit dem Bisae Súnan und der Área Cruz im Südwesten.

Die Zugehörigkeit des Berges und des Gebietes nordöstlich des Gipfels, das auch Área Cruz (deutsch Kreuz) genannt wird, war lange Zeit umstritten, da das benachbarte, indonesische Dorf Manusasi (Distrikt Westmiomaffo, Regierungsbezirk Nordzentraltimor) darauf Anspruch erhob. Zwar zeigen selbst indonesische Karten aus der Besatzungszeit (1975–1999) weitgehend dieselben Grenzen, wie die alten portugiesischen und heutigen osttimoresischen, aber indonesische Dorfbewohner beharrten darauf, dass Grenzänderungen von 1988 die wahre Grenze nicht korrekt wiedergeben. Es gab sogar innerhalb der Dorfgemeinschaften unterschiedliche Interpretationen der Grenzziehungen. Indonesien forderte offiziell, dass das umstrittene Territorium nicht genutzt wird, Indonesier erhielten aber Genehmigungen zur Nutzung des Landes, zum Beispiel als Weideland. Osttimoresen fürchteten zwar Repressalien, akzeptierten aber nicht die Benennung als Niemandsland. Bereits in den 1960er Jahren gab es Streit um die fruchtbare Region zwischen den Dörfern beiderseits der Grenze, die zum Gartenanbau genutzt wird.
1965 töteten portugiesische Polizisten in diesem Konflikt einen Indonesier. 1972 und 1983 flammte der regionale Streit erneut auf. 1983 dauerte der Konflikt zwei Monate lang, in denen es durch Steinwürfe mehrere Verletzte gab. Der indonesische Gouverneur des damals besetzten Osttimors Mário Carrascalão und der indonesische Innenminister Rudini mussten vermitteln. 2002 vereinbarten die UN-Friedenstruppen mit Indonesien, dass die indonesische Armee in Teilen des Gebiets patrouillieren darf. Man hoffte auf eine vorläufige Vereinbarung zur Deeskalation. 2003 blieben Verhandlungen zwischen Osttimor und Indonesien erfolglos. Auch nach der Krise in Osttimor 1999 nach Indonesien geflohene Osttimoresen konnten nicht repatriiert werden. Diese ehemaligen Kollaborateure, unter anderem Mitglieder der Miliz Sakunar, verschärfen den Grenzkonflikt. Sie siedeln gerade hier auf der indonesischen Seite der Grenze.
Im Juni 2004 wurden drei Osttimoresen von indonesischen Soldaten verhaftet, als sie in der indonesischen Patrouillenzone nach einem entlaufenen Pferd suchten. Nach längeren Verhandlungen zwischen Offiziellen beider Seiten wurden sie wieder freigelassen. Im Juli bewarfen sich hundert bis zweihundert Menschen gegenseitig mit Steinen. Drei Personen wurden dabei verletzt.
Am 12. Oktober 2009 drangen eine Handvoll indonesische Soldaten und Paramilitärs in die Área Cruz ein. Dort attackierten sie laut der osttimoresischen Presse eine Gruppe von Osttimoresen, die gerade eine Station der Grenzpolizei (UPF) am Bisae Súnan errichteten. Die Indonesier beschlagnahmten das Baumaterial und brachten es über die Grenze. Später gaben sie an, sie dachten, es sei aufgegeben worden. Zwei Tage später begannen etwa 100 Osttimoresen Steine aus dem nahegelegenen Fluss auf den Berg zu tragen, um daraus die Station zu bauen. Die Situation eskalierte, als von der anderen Seite Soldaten die indonesische Flagge schwenkten. UN-Mitarbeiter und osttimoresische Polizisten konnten die Lage schließlich beruhigen, bis sich die Dorfbewohner zerstreut hatten.
Am 23. Juli 2019 wurde nach einem Treffen von Osttimors Chefunterhändler Xanana Gusmão mit Wiranto, dem indonesischen Koordinierungsminister für Politik, Recht und Sicherheit, erklärt, man habe sich nun über den Verlauf der Landesgrenze geeinigt.